# Horia Bonciu
Horia Bonciu - cunoscut și ca H. Bonciu - (n. 19 mai 1893, Iași, România – d. 27 aprilie 1950, București, România) este pseudonimul literar al lui Beniamin Haimovici, fiul lui Carol Haimovici și al Ghizelei, poet și prozator de avangardă al perioadei interbelice, asociat cu expresionismul, suprarealismul și postmodernismul.

## Biografie artistică
S-a remarcat mai întâi prin poezie (debutează în 1932 cu volumul Lada cu năluci), apoi prin cele două romane de factură expresionistă, Bagaj... (1934) și Pensiunea doamnei Pipersberg (1936), care îi aduc consacrarea artistică, în mare parte postumă, dar și antipatiile criticilor tradiționaliști (Nicolae Iorga) la care se adaugă respingerile categorice ale ideologilor extremei drepte.  
A frecventat cercurile artistice din Viena și Berlin, în calitate de corespondent al ziarului Rampa, familiarizându-se cu anumite tendințe literare ale vremii (neo-romantism, simbolism, expresionism). Nu și-a finalizat studiile universitare. Acuzat de pornografie, asemenea unor confrați cum ar fi Mircea Eliade, Geo Bogza sau Mihail Sebastian, i se intentează un proces de presă răsunător în 1937, dar numeroși intelectuali, în frunte cu Eugen Lovinescu, îi sar în apărare.
Este citat de Mircea Cărtărescu în volumul Postmodernismul românesc drept unul dintre precursorii acestui curent literar.

## Opere
- Lada cu năluci, 1932
- Eu și Orientul, 1933
- Poeme către Ead (după Anton Wildgans), 1933
- Bagaj Strania dublă existență a unui om în patru labe, 1934
- Pensiunea doamnei Pipersberg, 1936
- Brom, 1939
- Requiem, 1945
- Concert la contrabas. Poemele republicane, 1948 (netipărite)